# Rete nazionale di farmacovigilanza
La rete nazionale di farmacovigilanza (RNF) è un database attivo in Italia dal novembre 2001, che permette la raccolta, la gestione e l'analisi delle segnalazioni spontanee di sospette reazioni avverse a farmaci (ADR).

## Descrizione
Gestito direttamente dall'Agenzia italiana del farmaco (AIFA) l'RNF permette inoltre di creare una rete informatizzata che collega in un unico network AIFA, le regioni (e i relativi centri regionali di farmacovigilanza ove presenti), 204 unità sanitarie locali, 112 aziende ospedaliere, 38 Istituti di ricovero e cura a carattere scientifico (IRCCS) e 561 industrie farmaceutiche.

## Attività
Periodicamente i dati presenti nell'RNF vengono riversati in un database centrale europeo (EudraVigilance) gestito dall'EMA che a sua volta dialoga con il database dell'OMS (Vigibase) situato nella città di Uppsala.
Con l'entrata in vigore di una nuova legislazione in materia di farmacovigilanza, a partire dal luglio 2012, sono stati modificati i flussi di dati tra RNF e EudraVigilance facendo sì che le segnalazioni di sospette ADR gravi registrate nel RNF vengano riversate a livello europeo entro 15 giorni dal ricevimento e le segnalazioni di sospette reazioni avverse non gravi vengano riversate a livello europeo entro 90 giorni dal ricevimento.
L'analisi dei dati presenti nella Rete nazionale di farmacovigilanza permette l'identificazione di eventuali segnali riguardanti una possibile associazione tra un evento avverso ed un farmaco così come di valutare il profilo rischio/beneficio del prodotto farmaceutico o del principio attivo. L'analisi della rete consente inoltre di fornire i dati sui consumi dei medicinali così come su un eventuale loro uso al di fuori delle indicazioni (più propriamente detto utilizzo Off-label).